# Stephan Wittwer
Stephan Wittwer (* 1. März 1953 in Zürich; † 18. September 2024) war ein Schweizer experimenteller Musiker, Improvisator und Komponist. Zunächst waren seine Hauptinstrumente elektrische und klassische Gitarre, Geräte, Verstärker und das Tonstudio, dann hauptsächlich Computer.

## Leben und Wirken
Wittwer hatte als Kind Klavierunterricht und erlernte Gitarre vorerst autodidaktisch. Er spielte bereits als Jugendlicher mit Musikern im Bereich des Free Jazz wie John Tchicai und Irène Schweizer, arbeitete mit Anton Bruhin, Hans Reichel, Paul Lovens und bald mit Radu Malfatti im Duo Malfatti-Wittwer. Erst viel später studierte er klassische Gitarre. Geräuschhafte Solo-Projekte standen früh schon im Zentrum, aber auch das vernetzte elektroakustische Ensemble Polyphonie Zürich.
Er war Mitglied von Rüdiger Carls C.O.W.W.S. Quintett (unter anderem mit Phil Wachsmann, Barre Phillips), Werner Lüdis Sunnymoon (unter anderem mit Martin Schütz, Hans Koch) und von Red Twist & Tuned Arrow (mit Christy Doran und Fredy Studer).
In Duos, Trios und Projekten spielte er mit Han Bennink, Donald Miller (Borbetomagus), Steve Lacy, Voice Crack, Pierre Favre, Dietmar Diesner, Alfred Harth, Paul Lytton, Butch Morris, Jim O’Rourke, Christian Marclay, John Zorn, Alex Buess (16-17), Anton Bruhin, Peter Brötzmann, William Parker, SLUDGE 3000, Steamboat Switzerland und vielen anderen.
Werther / Wittwer hiess sein Duo mit Michael Wertmüller, SLUDGE 5-0 seine instrumentale Rockgruppe mit Jim Meneses und Keith Macksoud.
Wittwer schrieb gelegentlich Filmmusik, unter anderem für die Künstler Peter Fischli und David Weiss. Seine Veröffentlichung Streams (GROB, Köln 2001) erhielt eine Honorary Mention im Bereich Digital Musics der Ars Electronica.

## Einige Tonträger
- sicht 04 etc., Zürich 2004
- streams, Köln 2001
- I, Werther / Wittwer, Köln 2000
- choice-chase, Stephan Wittwer-Martin Schütz-Paul Lovens, Zürich 1995
- World Of Strings, Zürich 1990
- und?, Malfatti-Wittwer, Berlin 1978

## Filmografie (Auswahl)
- 1981: Der geringste Widerstand (Kurzfilm)
- 1981: Habsucht oder Hamburg-Madrid
- 1982: Schlagschatten
- 1983: Der rechte Weg
- 1987: Chaos im Gotthard
- 1988: Aus allem raus und mitten drin
- 1990: Tatort – Howalds Fall
- 1992:  Tatort – Marion
- 1992: Geteilte Nacht
- 1996: Erhöhte Waldbrandgefahr
- 2007: Markus Raetz (Dokumentarfilm)